# Arnošt Förchtgott Tovačovský
Arnošt Förchtgott Tovačovský conegut com a Ernst Bohaboj Tovacowsky (Tovačov, 28 de desembre de 1825 - Viena, 18 de desembre de 1874) fou un compositor i mestre de capella txec.
Estudià en la Universitat d'Olmütz, dedicat les seves estones d'oci a la música. El 1851 entrà en la facultat jurídica de Viena, però aviat es dedicà exclusivament a la música, com a professor de cant en el Pedagògic de Schubert. Des de 1860 ensenyà cant en l'Institut de Santa Anna i en el Centre per al foment de la música religiosa. Dues vegades l'any anà organitzant els seus famosos concerts vocals, els quals despertaren viu interès, fins i tot en els cercles més elevats de la societat vienesa. El príncep Maximilià llavors li proposà l'estada en el seu castell de Miramar, prop de Trieste.
El 1862 Förchtgott fundà a Viena el Centre Coral Eslau, que presidí fins a la seva mort. El 1864 se li conferí la plaça de mestre de capella en la de l'ambaixada russa a Viena. En reconeixement dels seus mèrits professionals se li atorgà pel tsar Alexandre II la gran medalla d'or, amb la comanda de Santa Anna.
Les seves composicions vocals, de dimensions sempre reduïdes, es distingeixen per la seva sorprenent sonoritat i encert en el maneig de les veus, fluïdesa melòdica i correcció de forma. Entre els seus cors popularíssims a Bohèmia fins a mitjan segle xx, cal mencionar:
- La primavera;
- La rosa;
- A la pàtria;
- L'himne dels hussites;
- El cant de guerra;
- Els ecos eslaus (lletra de Sušil), etc.

A més, se li deu una sèrie de cançoners selectes com:
- Cants de Nadal txecs-moravians;
- Cançoner nacional serbi
- Cants nacionals russos.

Entre els seus cors fúnebres destaquen Libera i Vers el cel estelat.